# Estevão Toniato
Pour les articles homonymes, voir Estevão et Alvarenga.
Estevão Toniato, de son nom complet Estevão Alvarenga Toniato est un footballeur brésilien, né le 6 avril 1979 à Vila Velha (Brésil). Il occupe le poste de défenseur axial.

## Carrière
- 1997 : Macaé Esporte Futebol Clube ( Brésil)
- 1997 : AZ Alkmaar ( Pays-Bas)
- 1998-2000 : Atlético Mineiro ( Brésil)
- 1998-2000 : Uberlândia Esporte Clube (prêt) ( Brésil)
- 2000 : Social Futebol Clube ( Brésil)
- 2001 : Benfica Lisbonne B ( Portugal)
- 2001 : Desportiva Capixaba ( Brésil)
- 2002-2004 : Rio Branco ( Brésil)
- 2004 : Recife ( Brésil)
- 2005 : Estrela do Norte Futebol Clube ( Brésil)
- 2005-2009 : Stade tunisien ( Tunisie)
- 2009: Maiz 05 (alemanha)
- 2009-2010 : Shaanxi Zhongxin ( Chine)
- 2010-2011 : Rio Branco (brasil)
- 2011-20... : Real Noroeste Capixaba Futebol Clube ( Brésil)